# Ferenc Deák (football)
Cet article concerne le footballeur. Pour l'homme politique hongrois, voir Ferenc Deák.
Ferenc Deák, né le 16 janvier 1922 à Budapest (Hongrie) et mort le 18 avril 1998 dans la même ville, est un joueur de football hongrois.
Il est l'un des plus grands buteurs de l'histoire du football, et a notamment marqué plus de 1 370 buts durant toute sa carrière. Il détient toujours aujourd'hui le record du nombre de buts inscrits en une saison dans un championnat européen : 66 buts en 34 matchs en 1945-1946.

## Biographie
Attaquant de l'équipe de Hongrie dans les années 40, Ferenc Deák était connu sous le nom de « Bamba » : un mot hongrois pour décrire une personne un peu lente et pas assez intelligente. Il avait l’habitude d’errer dans le rond central pour endormir ses adversaires avant de courir après les balles en profondeur pour aller marquer.
Il joue dans des équipes de Szentlőrinci AC (Pestszentlőrinc, rattaché à Budapest en 1950), à Ferencváros et à Budapesti Dózsa.
Durant les saisons 1945-46, 1946-1947, et 1948-1949, il est le meilleur buteur du championnat et de toute l'Europe. Il remporte cette saison (1948-1949) là son seul et unique championnat. Cette saison, le club de Budapest réalise ce qu'aucun autre club européen n'a fait : atteindre la barre des 140 buts marqués en championnat et cela en seulement trente matchs.
Il continue ensuite au club Budapesti Dózsa, l'ancêtre de l'Ujpest, et dans des clubs de seconde division avant de raccrocher définitivement les crampons en 1959.
Sélectionné à seulement 20 reprises pour 29 buts, il remporte la cinquième édition de la Coupe internationale qui se dispute sur une période de cinq ans et demi (1948-1953) finissant 2e meilleur buteur de la compétition avec 7 buts.
Deák est également meilleur buteur de la Coupe des Balkans des nations de 1947, remportée par la Hongrie.
Il est le quatrième meilleur buteur de tous les temps en matchs officiels.
Officiellement, Ferenc Deak a inscrit plus de 796 buts officiels dans sa carrière.
En 1997, il a été récompensé par l'IFFHS (International Federation of Football History and Statistics) pour avoir atteint 66 buts au cours d'une saison qui reste la meilleure d'Europe et la deuxième au niveau mondial.

## Statistiques
| Saison                | Club                  | Championnat           | Championnat | Championnat | Coupe(s) nationale(s) | Coupe(s) nationale(s) | Drapeau de la Hongrie | Drapeau de la Hongrie | Total | Total |
| Saison                | Club                  | Division              | M.          | B.          | M.                    | B.                    | M.                    | B.                    | M.    | B.    |
| 1939/40               | SzAC                  | NBII.                 | 3           | 1           | -                     | -                     | -                     | -                     | 3     | 1     |
| 1940/41               | SzAC                  | NBIII.                | 11          | 19          | -                     | -                     | -                     | -                     | 11    | 19    |
| 1941/42               | SzAC                  | NBIII.                | 27+         | 45+         | -                     | -                     | -                     | -                     | 27+   | 45+   |
| 1942/43               | SzAC                  | NBII.                 | 26          | 49          | 3                     | 9                     | -                     | -                     | 29    | 58    |
| 1943/44               | SzAC                  | NBII.                 | 20+         | 38          | 4                     | 9                     | -                     | -                     | 24+   | 47    |
| 1944/45               | SzAC                  | NBI.                  | 3           | 9           | -                     | -                     | -                     | -                     | 3     | 9     |
| 1944                  | SzAC                  | NBI.                  | 10          | 5           | -                     | -                     | -                     | -                     | 10    | 5     |
| 1945                  | SzAC                  | NBII.                 | 20          | 89+         | -                     | -                     | -                     | -                     | 20    | 89+   |
| 1945/46               | SzAC                  | NBI.                  | 34          | 66          | -                     | -                     | -                     | -                     | 34    | 66    |
| 1946/47               | SzAC                  | NBI.                  | 30          | 48          | -                     | -                     | 2                     | 5                     | 32    | 54    |
| Sous-total            | Sous-total            | Sous-total            | 184+        | 365+        | 7                     | 18                    | 2                     | 5                     | 193+  | 388   |
| 1947/48               | Ferencvárosi          | NBI.                  | 30          | 41          | -                     | -                     | 6                     | 9                     | 36    | 50    |
| 1948/49               | Ferencvárosi          | NBI.                  | 30          | 59          | -                     | -                     | 9                     | 11                    | 39    | 70    |
| 1949/50               | ÉDOSz B.              | NBI.                  | 23          | 21          | -                     | -                     | 3                     | 4                     | 26    | 25    |
| Sous-total            | Sous-total            | Sous-total            | 83          | 121         | -                     | -                     | 18                    | 24                    | 101   | 145   |
| 1950                  | Dózsa                 | NBI.                  | 14          | 12          | -                     | -                     | -                     | -                     | 14    | 12    |
| 1951                  | B. Dózsa              | NBI.                  | 14          | 5           | -                     | -                     | -                     | -                     | 14    | 5     |
| 1952                  | B. Dózsa              | NBI.                  | 22          | 15          | ?                     | ?                     | -                     | -                     | 22+   | 15+   |
| 1953                  | B. Dózsa              | NBI.                  | 20          | 12          | 3                     | 4                     | -                     | -                     | 23    | 16    |
| 1954                  | B. Dózsa              | NBI.                  | 14          | 9           | -                     | -                     | -                     | -                     | 14    | 9     |
| Sous-total            | Sous-total            | Sous-total            | 84          | 53          | 3+                    | 4+                    | -                     | -                     | 87+   | 57+   |
| 1955                  | Spartacus SC          | NBII.                 | 23          | 22          | ?                     | ?                     | -                     | -                     | 23+   | 22+   |
| 1956                  | Spartacus SC          | NBII.                 | 25          | 30          | ?                     | ?                     | -                     | -                     | 25+   | 30+   |
| Sous-total            | Sous-total            | Sous-total            | 48          | 52          | ?                     | ?                     | -                     | -                     | 48+   | 52+   |
| 1957/58               | Egyetértés SC         | NBII.                 | 10          | 6           | -                     | -                     | -                     | -                     | 10    | 6     |
| Sous-total            | Sous-total            | Sous-total            | 10          | 6           | -                     | -                     | -                     | -                     | 10    | 6     |
| 1959/60               | Siófok Bányász        | Somogi                | 2           | 2           | -                     | -                     | -                     | -                     | 2     | 2     |
| Sous-total            | Sous-total            | Sous-total            | 2           | 2           | -                     | -                     | -                     | -                     | 2     | 2     |
| Total sur la carrière | Total sur la carrière | Total sur la carrière | 411+        | 599+        | 10                    | 22                    | 20                    | 29                    | 441+  | 650+  |

## Palmarès

### En Club
- Vainqueur de la 5e Coupe Internationale en 1948-1953 (Hongrie)
- Vainqueur de la Coupe des Balkans des nations en 1947 (Hongrie)
- Champion de Hongrie en 1949 (Ferencvaros)

### Individuel
- Élu meilleur footballeur hongrois de l'année : 1946
- Meilleur buteur de la Coupe des Balkans des nations : 1947
- Meilleur buteur du championnat de Hongrie (3) : 1945/46, 1946/47 et 1948/49.
- Meilleur buteur européen (3) : 1946, 1947, 1949.
- Record du plus grand nombre de buts inscrits de une saison dans un Championnat national
- A reçu le Prix du Patrimoine Hongrois en 1999 à titre posthume[3].